# Andski kondor
Andski kondor (Vultur gryphus) je vrsta južnoameričkog kondora, jedinog pripadnika roda Vultur, koji ima najveći raspon krila od svih ptica na svijetu (do 3,2 m), osim možda albatrosa lutalice.
To je veliki crni strvinar s okovratnikom od bijelog perja i velikom svijetlom skupinom perja na krilima, osobito kod mužjaka. Glava i vrat su skoro bez perja i zagasite crvene boje koja zna porumeniti promjenom raspoloženja ptice. Mužjaci imaju resicu na vratu i tamnocrvenu krijestu na glavi. Za razliku od drugih grabljivica, mužjak (11-15 kg) je veći od ženki (6-14 kg). Prosječnom težinom od 10,7 kg andski kondor je poslije dalmatinskog pelikana (11,5 kg) najteža ptica letačica, i zasigurno najteža kopnena ptica letačica.
Kondor je uglavnom strvinar koji se hrani strvinama, i to većih životinja kao što su jeleni ili stoka. Seksualnu zrelost doseže s 5 ili 6 godina i gnijezdi se na visinama do 5.000 m, obično na nedostupnim rubovima litica. Obično polaže jedno do dvoje jaja. Kondor je jedna od najdugovječnijih ptica, te može živjeti do 100 godina u zatočeništvu.
Andski kondor igra važnu ulogu u folkloru i mitologiji andskih kultura, te je tako postao nacionalnim simbolom Perua, Argentine, Bolivije, Čilea, Kolumbije i Ekvadora.
Danas je gotovo ugrožen, prema ljestvici IUCN-a, uglavnom zbog gubitka staništa i indirektnog trovanja jedući strvine koje su ubili lovci. Kao odgovor na to, osnovana su uzgajališta u nekoliko južnoamaeričkih zemalja.
- Ženka, Zoo Doué-la-Fontaine, Francuska
- Mužjak, Cincinnati Zoo
- Glava odraslog mužjaka
- Andski kondor u čileanskom nacionalnom parku Torres del Paine
- Andski kondor na grbu Bolivije

## Vanjske poveznice
- Vulture Territory Facts and Characteristics: Andean Condor
- ARKive – images and movies of the Andean Condor (Vultur gryphus)

### Ostali projekti
|  | Zajednički poslužitelj ima još gradiva o temi Andski kondor  |
|  | Wikivrste imaju podatke o taksonu Jastrebovima novog svijeta |